# El señor está servido
El señor está servido es una película cómica española estrenada en 1976, dirigida por Sinesio Isla y protagonizada por José Luis López Vázquez, Nadiuska, Josele Román, Florinda Chico, Manuel Zarzo y Rafael Alonso.

## Sinopsis
La película cuenta las historias de tres empleadas de hogar:
Martina, enlace sindical, que resuelve siempre las consultas laborales por teléfono a la hora de servir la comida a sus señores, el matrimonio compuesto por Gloria y Juan, que no pueden protestar por temor a quedarse sin ella; que no pueden tener un niño porque ella ya entró en la casa con esa condición, y que tienen que soportar su tiranía hasta la llegada de su sobrino Fermín, que la enamora y la ablanda.
Basilia, una chica un tanto torpe y corta de entendederas que viene a servir y que no sabe hacer nada, y se coloca en la misma finca que Martina (quinto piso). Exige poco: doce mil pesetas y que le dejen llevar siempre el transistor colgado en bandolera. Fracasa por su torpeza, y vuelve al pueblo en compañía de su novio, fracasado también en la capital.
Laly, una chica despampanante, pero seria y muy decente, que no dura en ninguna casa más de veinticuatro horas porque todos quieren conquistarla. Ella no permite nada a nadie más que a Benito, su novio, y se coloca en el piso tercero del mismo inmueble.

## Reparto
| - José Luis López Vázquez como Don Alberto Arregui. - Nadiuska como Laly. - Josele Román como Basilia. - Florinda Chico como Doña Elvira. - Mirta Miller como Gloria Vadillo. - Claudia Gravy como Luisa Arregui. - Guadalupe Muñoz Sampedro como Madre de Elvira. - Elisa Ramírez como Martina. - Manuel Zarzo como Benito. - Rafael Alonso como Juan Vadillo. - Andrés Resino como Fermín. - Manuel Alexandre como Don Plácido. - Jesús Guzmán como Sr. subsecretario - Luis Barbero como Recuero. - Rafael Hernández como Rafa. - Erasmo Pascual como Andrés. - Eva León como Doña Rosa. - Simón Arriaga como Sabino. | - Pilar Gómez Ferrer como Fabiana. - Carmen Martínez Sierra como Asistenta de Luisa. - Alfonso Paso como Sotillo. - Sergio Mendizábal - Ana María Morales - Emilio Fornet como Abuelo Arregui. - Lorenzo Ramírez como Vendedor. - Manuel Pereiro como Requejo. - Kako Larrañaga como Alberto Arregui hijo. - Carlos Coque - Julián Navarro como Vendedor. - Manuel Ayuso como Jefe de Benito. - Vicente Haro - Ingrid Rabel - Blaki como Buscador de sirvientas. - Carmen Lozano como Esposa del subsecretario. - Manuel Calvo como Doctor. - Marqués de Toro |